# Bourse - Grand-Place (prémétro de Bruxelles)
Pour les articles homonymes, voir Bourse.
Bourse - Grand-Place (en néerlandais : Beurs - Grote Markt) est une station du prémétro de Bruxelles desservie par les lignes 4 et 10 du tramway de Bruxelles située à Bruxelles, sur la commune de Bruxelles-ville.

## Situation
La station est située sous le Boulevard Anspach, à proximité de la Bourse de Bruxelles.
Elle est située sur l'axe nord-sud du prémétro de Bruxelles entre les stations De Brouckère et Anneessens-Fontainas des lignes 4 et 10.

## Histoire
La station a été ouverte le 4 octobre 1976
La station accueillait le Scientastic jusqu'en 2012.
En rénovation entre avril 2017 et février 2019, elle prend officiellement le nom de « Bourse-Grand-Place » au lieu de « Bourse » le 28 janvier 2019.

## Service aux voyageurs

### Accès
La station compte huit accès :
- Accès no 1 : à l'angle du boulevard Anspach et de la rue Paul Devaux ;
- Accès nos 2 et 5 : de part et d'autre du boulevard Anspach face à l'Ancienne Belgique ;
- Accès nos 3 et 4 : de part et d'autre du boulevard Anspach à l'angle avec le Plattesteen (accompagnés d'un escalator chacun) ;
- Accès no 6 : au sud de la place de la bourse (accompagné d'un ascenseur à preoximité) ;
- Accès nos 7 et 8 : de part et d'autre de la rue Auguste Orts au niveau de la place de la Bourse (accompagnés d'un escalator chacun).

Au plafond de la salle des guichets se trouve l'installation Moving ceiling de Pol Bury, consistant en 75 cylindres en acier inoxydable bougeant lentement. Au-dessus des quais on peut voir la peinture Nos vieux trams Bruxellois de Paul Delvaux. L'œuvre a plus de 13 mètres de large et évoque la nostalgie du tram Bruxellois d'autrefois.

### Quais
La station est de conception particulière car possédant deux voies encadrées par trois quais, deux latéraux et un central : la « solution espagnole ».

### Intermodalité
La station est desservie par les lignes 33, 46, 48, 89 et 95 des autobus de Bruxelles, par les lignes de bus 126, 127 et 128 du réseau De Lijn et, la nuit, par les lignes N04, N05, N06, N08, N09, N10, N11, N12, N13 et N16 du réseau Noctis.
La station est équipée d'un parking vélo.

## À proximité
- Ancienne Belgique
- Ancien siège de la Banque Agricole de Belgique
- Bourse
- Bruxella 1238
- Café de la Bourse
- Le Cirio
- Église Saint-Nicolas
- Halles Saint-Géry
- Grande Maison de Blanc
- Grand-Place
- Hôtel de ville
- Maison de Goude Huyve
- Musée de la ville de Bruxelles
- Musée du cacao et du chocolat
- Pathé Palace
- Taverne-restaurant Falstaff